# Cyphoedma transvolutata
Cyphoedma transvolutata là một loài bướm đêm trong họ Geometridae.